# Hipódromo de Waregem
El Hipódromo de Waregem (en neerlandés: Hippodroom Waregem; en francés: Hippodrome de Waregem; en flamenco: Waregem Koerse) se localiza en Waregem, Flandes en el norte del país europeo de Bélgica, y se utiliza principalmente para las carreras de caballos de trote. No obstante, es también conocido por albergar la competición anual «Gran Flandes Steeple Chase», una carrera de obstáculos. Tiene una capacidad de 45.000 espectadores (máxima, 30000 para carreras). El hipódromo se puso por primera vez en servicio en 1858.